# مويسيس أفيلا
مويسيس أفيلا (بالإسبانية: Moisés Ávila)‏ (13 أبريل 1974 في تشيلي - ) هو مدرب كرة قدم ولاعب كرة قدم تشيلي في مركز الوسط. لعب مع كولو-كولو ونادي أونيفرسيداد دي تشيلي ونادي أوهيجينس.

## وصلات خارجية
- مويسيس أفيلا على موقع قاعدة بيانات كرة القدم.إي يو (الإنجليزية)
- مويسيس أفيلا على موقع عالم كرة القدم.نت (الإنجليزية)